# Juan María de Araluce Villar
Juan María de Araluce Villar (Santurtzi, Biscaia, 24 de juny de 1917 - Sant Sebastià, Guipúscoa, 4 d'octubre de 1976) va ser un notari espanyol, Conseller del Regne, president de la Diputació de Guipúscoa i procurador en Corts durant dues legislatures, des del 7 de febrer de 1969 fins al seu assassinat el 4 d'octubre de 1976.

## Biografia
Durant la Guerra Civil espanyola forma part de les files del requeté, combatent en l'aviació de caça i es va llicenciar amb el grau de Tinent pilot.
Va estudiar Dret en la Universitat de Deusto, doctorant-se en la Universitat de Madrid.
Notari el 1944, va guanyar la plaça de Tolosa el 1947. Va exercir després a Errenteria.
President de la Diputació de Guipúscoa el 1969 substituint Antonio Epelde Hueto.
Membre de la Diputació Permanent de les Corts Espanyoles des del 16 de desembre de 1969.
Membre del Consell del Regne, un dels dos consellers electius, triats per votació pels grups de procuradors d'Administració Local.
Vicepresident del Grup Parlamentari Regionalista, liderat per Laureano López Rodó i promotor d'Unión Nacional Española liderada per Gonzalo Fernández de la Mora. Promotor de la Comissió d'Estudi d'un Règim especial per a Guipúscoa i Biscaia, incloent la restitució del Concert Econòmic.
| «                                                                    | "...No tot, senyor ministre, és assumpte d'ordre públic, ni tot producte d'unes jornades de tensió, la clarificació de la qual a tots ens interessa, sinó també mesures del Govern que marquin en fets concrets el propòsit de restablir les estructures tradicionals del nostre peculiar règim polític-administratiu, a la mesura dels temps i les necessitats que la seva funcionalitat al dia demanden..." | » |
| — Paraules pronunciades en l'últim ple de la Diputació que presidia. | |   |

Segons testimoni posterior del general Sáenz de Santamaría, aleshores cap d'Estat Major de la Guàrdia Civil, en l'anomenada Operació Reconquista, que comptava amb les benediccions dels estaments superiors incloent Fraga (ministre de Governació) i Arias Navarro (President de Govern). i mercè la qual es van orquestrar els fets de Montejurra de 1976 n'hi estaven implicats Antonio María de Oriol y Urquijo, llavors president del Consell d'Estat; el general Angel Campano, director de la Guàrdia Civil (en el despatx de la qual es va gestar l'operació); José María Araluce Villar, president de la Diputació de Guipúscoa, i José Ruiz de Gordoa, governador civil de Navarra.

## Parlamentari
Procurador en les Corts durant el franquisme, triat com a representant de la Diputació de Guipúscoa en la IX Legislatura de les Corts Espanyoles (1967-1971).
Per cobrir la seva vacant no es van convocar noves eleccions en aplicació del que es disposa en l'article 14 del Reglament de les Corts de 17 de novembre de 1971.

## Atemptat
El 4 d'octubre de 1976, fou crivellat a trets en el portal de casa seva quan arribava al migdia a dinar. En l'atemptat moren també el seu xofer, José María Elícegui Díaz i tres policies d'escorta: Agent Alfredo García González, Inspector Luis Francisco Sanz Flores i Sotsinspector Antonio Palomo Pérez.
El seu fill gran, Juan María, de 24 anys, llicenciat en Filosofia i Lletres, confirmà que pràcticament la família presencià l'atemptat.
| «                                      | "...tres individus joves que es trobaven sota la marquesina instal·lada al costat del portal del president, aparentment esperant l'autobús -i que posteriorment, diversos testimonis han reconegut que van estar rondant la zona i asseguts en un banc proper- van disparar al mateix temps les seves metralletes sobre tots dos cotxes. Pels casquets oposats posteriorment -noranta exactament- es calcula que van fer un centenar de trets.." | » |
| — El País, Sant Sebastià - 05/10/1976. | |   |

Poques hores després de cometre's l'atemptat. ETA militar en reivindicava l'autoria a través de trucades telefòniques anònimes a diversos mitjans de comunicació donostiarres.